# Salticus unispinus
Salticus unispinus là một loài nhện trong họ Salticidae.
Loài này thuộc chi Salticus. Salticus unispinus được Pelegrin Franganillo-Balboa miêu tả năm 1910.